# Sainte-Bazeille

Sainte-Bazeille este o comună în departamentul Lot-et-Garonne din sud-vestul Franței. În 2009 avea o populație de 2.986 de locuitori.

## Evoluția populației
| An        | 1975  | 1982  | 1990  | 1999  | 2006  | 2009  |
| --------- | ----- | ----- | ----- | ----- | ----- | ----- |
| Populație | 2.368 | 2.626 | 2.629 | 2.656 | 2.817 | 2.986 |